# Hans Willem van Aylva (1751-1827)
Hans Willem baron van Aylva, heer van Waardenburg en Neerijnen (Den Haag, 8 september 1751 - aldaar, 29 december 1827) was een Fries edelman uit het geslacht Van Aylva. Hij was lid Wetgevend Lichaam, lid Staten-Generaal, en lid Eerste Kamer.

## Biografie
Hij was de zoon van de schatrijke Hans Willem des H.R.Rijksbaron van Aylva (1722-1751) en Anna Catharina Rumph (1725-1796). Zijn moeder hertrouwde in 1758 in Scheveningen met Jacob Adriaan baron Du Tour. Du Tour van Warmenhuizen werd in 1758 grietman van het Bildt. Na het sluiten van vriendschap met de bouwer van een grote telescoop was Van Aylva een van de eersten die de planeet Saturnus bekeek. Rond 1770 studeerde hij af in Leiden of aan de Hogeschool van Franeker.
Inmiddels had hij van zijn overleden familieleden veel goederen geërfd in Baarderadeel en Wonseradeel. Hij was eigenaar van de Uniastate in Beers. Hans Willem poogde grietman te worden van Baarderadeel, maar een transactie kwam nooit tot stand. De vraagprijs was te hoog, 55.000 gulden. In 1780 werd hij evenals zijn stiefvader grietman van het Bildt. In 1781 was hij een tegenstander van versterking van de vloot. In 1785 gaf hij de vroedschap van Zaltbommel toestemming kribben aan te leggen in een aan hem toebehorende uiterwaard. Van Aylva was impopulair in het Bildt vanwege zijn prinsgezindheid en veelvuldige afwezigheid. Pas in 1788 is hij benoemd in Baarderadeel. In 1795 werd hij uit deze functie ontheven.
Hij noteerde in een dagboek aantekeningen over de politieke en militaire ontwikkelingen, gebaseerd op berichten, geruchten, brieven, bekendmakingen en eigen waarnemingen in de periode 1809-1810. Hij was lid van de commissies die in 1813-1814 en in 1815 een Grondwet moesten ontwerpen in 1814 lid van de Staten-Generaal der Verenigde Nederlanden, en in 1815 lid van de Eerste Kamer, een instelling die niet zijn goedkeuring had. In 1822 werd hem de titel baron toegekend. Van Aylva bewoonde Prinsessengracht 23 in Den Haag. Met zijn dood stierf het geslacht Van Aylva in mannelijke lijn uit. Er bestaat of bestond een pastelportret van hem door Charles Howard Hodges.

## Huwelijk en kind
Van Aylva trouwde op 2 mei 1773 te Haarlem met Cornelia van Brakel (1754-1823), dochter van Cornelis Arnout van Brakel en Arnoldine Repelaer. Van hun twee dochters zou een de volwassen leeftijd bereiken.
- Anna Jacoba Wilhelmina van Aylva (1775-1814), trouwde met Frederik Willem Floris Theodorus van Pallandt, heer van Keppel, Voorst, Barlham en Hagen (1772-1853), burgemeester van Doetinchem en minister van Eredienst. Uit dit huwelijk werd onder anderen geboren: Hans Willem van Aylva van Pallandt (1804-1881).